# Selaginella calostachya
Selaginella calostachya är en mosslummerväxtart som först beskrevs av William Jackson Hooker och Grev., och fick sitt nu gällande namn av Arthur Hugh Garfit Alston. Selaginella calostachya ingår i släktet mosslumrar, och familjen mosslummerväxter. Inga underarter finns listade i Catalogue of Life.